# Мокрик Роман Іванович

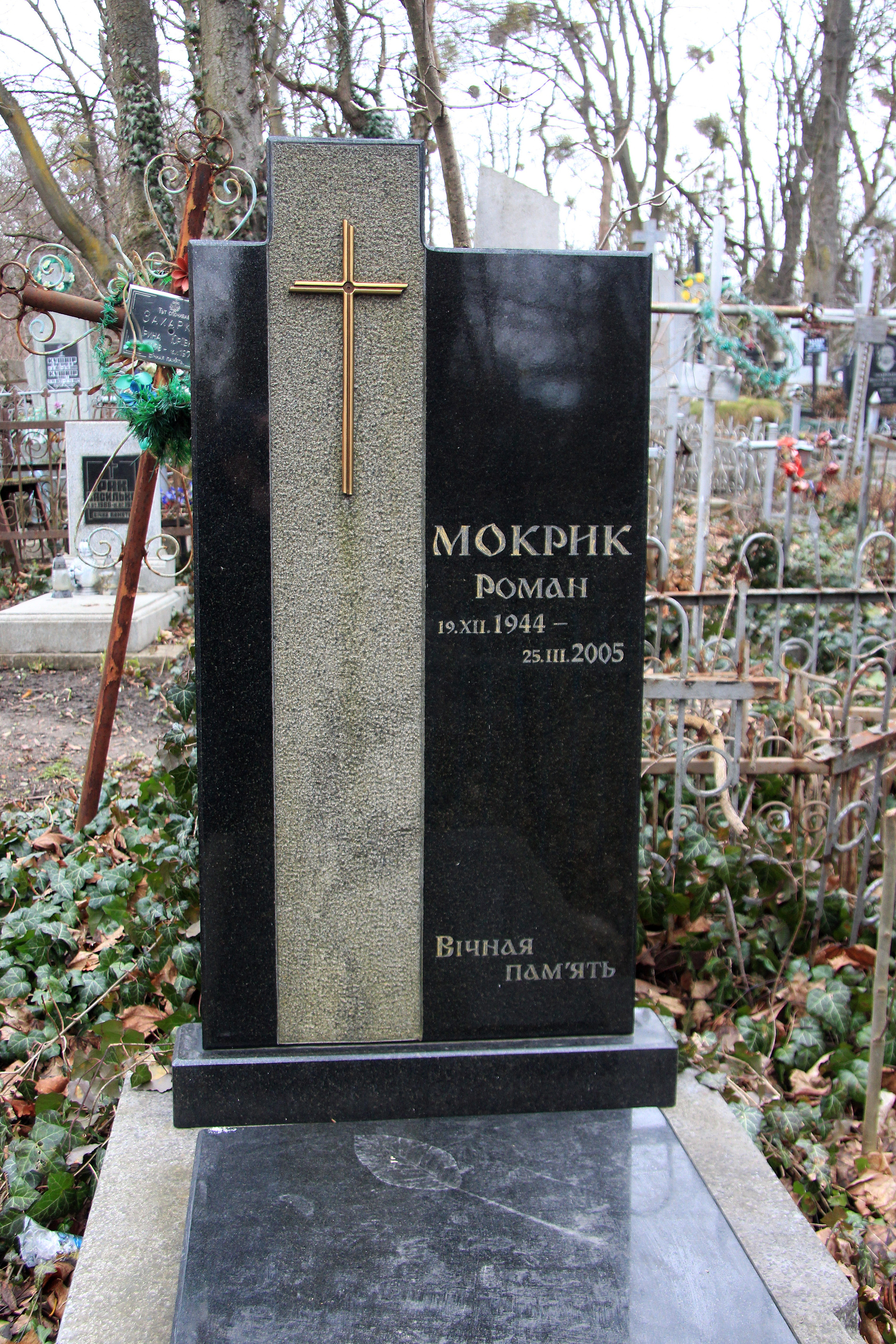

Мокрик Роман Іванович (нар.19 грудня 1944 — пом.25 березня 2005, Львів) — український математик, професор, перший ректор відродженого в Україні університету «Львівський Ставропігіон»

## Життєпис
1967 року він закінчує з відзнакою механіко-математичний факультет Московського державного університету імені Ломоносова і стає аспірантом цього же університету.
З 1970 року працює на кафедрі механіки механіко-математичного факультету Львівського державного університету ім. Івана Франка.
У 1974 році Роман Мокрик захищає кандидатську дисертацію і отримує науковий ступінь кандидата фізико-математичних наук, а наступного року йому було присвоєно звання доцента.
У 1986 році обраний головою профкому викладачів і співробітників Львівського державного університету ім. Івана Франка.
У 1989 р. за його ініціативи було створено Міжгалузевий інститут підвищення кваліфікації та перепідготовки кадрів при Львівському державному університеті, який він же і очолює.
З 1997 р. Роман Мокрик працює у Львівському науково-практичному центрі Інституту педагогіки і психології професійної освіти Академії педагогічних наук України.
2001 року стає першим ректором відродженого в Україні університету «Львівський Ставропігіон», до відродження якого він доклався.
У 2003 р. йому було присвоєне наукове звання професора.
Помер у Львові, похований на 27 полі Янівського цвинтаря.

## Науковий доробок
Професор Роман Мокрик є автором понад 50-ти наукових і науково-методичних робіт, опублікованих як у вітчизняних, так і в зарубіжних наукових виданнях.
- Мокрик Р. І., Огірко І. В. Вища математика. Навч. посіб. — Л., Ун-т «Львівський Ставропігіон», 2006. — С. 76.
- Ємчик Л. Ф., Кміт Я. М.; Ковальчук І. П., Мокрик Р. І., Робак В. Є. Теоретичні та методичні засади вивчення природничо-математичних дисциплін у професійних закладах освіти: перспективи XXI століття ; Інститут педагогіки і психології професійної освіти АПН України, Львівський науково-практичний центр. — Л.: Сполом, 2004. — 200 с. — ISBN 966-665-171-8

## Нагороди
- Орден за розбудову освіти України
- Почесні відзнаки і грамоти Міністерства освіти і науки України, установ Академії педагогічних наук України, Львівської обласної державної адміністрації і Львівської обласної ради та ін.